# Capitella hermaphrodita
Capitella hermaphrodita is een borstelworm uit de familie Capitellidae.
De wetenschappelijke naam van de soort werd in 1967 gepubliceerd door Boletzky & Dohle.